# Vreid
Vreid este o formație norvegiană de black metal înființată în 2004. După destrămarea Windir, ceilalți membri au alcătuit împreună cu chitaristul Ese formația Vreid. Numele este un arhaism norvegian care înseamnă „mânie”.

## Biografie
Hváll a înființat noua formație împreună cu alți doi membri Windir - Steingrim (baterie) și Sture (voce/chitară) - și cu noul chitarist Ese. Acesta din urma era un prieten apropiat al membrilor Vreid de mulți ani și lucrat  ca inginer pentru albumul Likferd al grupului Windir.
Hváll a scris o mare parte din materialul prezent pe albumul de debut Kraft⁠(d). Versurile sunt atât în norvegiană, cât și în engleză. Kraft a fost lansat de casa de discuri Tabu Records⁠(d) în 2004.
Cel de-al doilea album al formației, Pitch Black Brigade⁠(d), a fost lansat tot de Tabu Records pe 27 martie 2006.
Aceștia au lansat cel de-al treilea album, I Krig⁠(d), prin Indie Records în mai/iunie 2007. Toate versurile au fost inspirate de poeziile poetului norvegian Gunnar Reiss-Andersen⁠(d), membru al mișcării de rezistență norvegiene în timpul celui de-Al Doilea Război Mondial.
În 2009, după ce au lansat al patrulea album, Milorg⁠(d), chitaristul Ese a părăsit grupul și a fost înlocuit de Stian „Strom” Bakketeig, fostul chitarist Windir și Ulcus. Bakketeig cântă la chitară și în formațiile Cor Scorpii⁠(d) și Mistur.
Pe 7 februarie 2011, Vreid a lansat al cincilea album intitulat V, fiind urmat de Welcome Farewell (2013), Sólverv (2015) și Wild North West (2021).

## Membrii formației
- Hvàll (Jarle Kvåle) – bas (2004-prezent)
- Steingrim (Jørn Holen) – baterie (2004-prezent)
- Sture (Sture Dingsøyr) – voce, chitară (2004-prezent)
- Strom (Stian Bakketeig) – chitară (2010-prezent)

### Foști membri:
- Ese – chitară (2004–2009)

## Discografie
- Kraft (2004)
- Pitch Black Brigade (2006)
- I Krig (2007)
- Milorg (2009)
- V (2011)
- Welcome Farewell (2013)
- Sólverv (2015)
- Lifehunger (2018)
- Wild North West (2021)